# Diego del Carpio
Diego del Carpio település Spanyolországban, Ávila tartományban. Diego del Carpio Chagarcía Medianero, Alaraz, San Miguel de Serrezuela, Pascualcobo, Zapardiel de la Cañada és Martínez községekkel határos. Lakosainak száma 106 fő (2024).

## Népesség
A település népessége az utóbbi években az alábbiak szerint változott:
| Lakosok száma | 287  | 256  | 230  | 192  | 178  | 158  | 154  | 139  | 117  | 106  |
|               | 2001 | 2004 | 2006 | 2009 | 2011 | 2014 | 2016 | 2019 | 2021 | 2024 |